# Robert Tyrała
Robert Bogusław Tyrała (ur. 1965 w Krakowie) – polski duchowny rzymskokatolicki, profesor nauk humanistycznych, wykładowca Uniwersytetu Papieskiego Jana Pawła II w Krakowie, prorektor ds. studenckich i dydaktyki w kadencji 2018–2020, rektor tej uczelni w kadencji 2020–2024 oraz 2024-2028

## Życiorys
W 1990 uzyskał stopień magistra teologii Papieskiej Akademii Teologicznej w Krakowie. 19 maja tego samego roku przyjął święcenia kapłańskie. W latach 1992–1997 studiował na Akademii Muzycznej w Krakowie, na Wydziale Wychowania Muzycznego, otrzymując tytuł magistra sztuki. W 2000 roku uzyskał doktorat z liturgiki na Wydziale Teologicznym Papieskiej Akademii Teologicznej w Krakowie. W 2010 habilitował się z nauk humanistycznych na Wydziale Historii i Dziedzictwa Kulturowego Uniwersytetu Papieskiego Jana Pawła II w Krakowie, gdzie zajmował stanowisko prodziekana. Od 2012 konsultorem podkomisji ds. Muzyki Kościelnej Konferencji Episkopatu Polski, a od 2020 konsultor Rady Naukowej Konferencji Episkopatu Polski.
W latach 1997–2009 był dyrygentem męskiego chóru katedry wawelskiej. Od 1996 jest związany z Federacją Pueri Cantores. Do 2000 był sekretarzem w zarządzie Polskiej Federacji Pueri Cantores, potem jej wiceprezydentem, a od 2004 – prezydentem. W latach 2004–2009 w strukturach międzynarodowych stowarzyszenia pełnił funkcję asystenta kościelnego. 10 lipca 2009 na XXXV Światowym Kongresie Pueri Cantores w Sztokholmie został wybrany Prezydentem Międzynarodowej Federacji. Był pierwszym kapłanem od 25 lat, który został wybrany do pełnienia tej funkcji. Na stanowisku Prezydenta Federacji Krajowej został zastąpiony przez księdza Piotra Paćkowskiego.
19 marca 2018 Senat Uniwersytetu wybrał go na stanowisko prorektora ds. studenckich i dydaktyki na kadencję 2018-2020. 8 czerwca 2020 wybrany na urząd rektora tej uczelni w kadencji 2020–2024. Ponownie wybrany na rektora w kadencji 2024-2028.
Został odznaczony brązowym Medalem Ministra Kultury i Dziedzictwa Narodowego RP „Gloria Artis” (2009), Medalem Komisji Edukacji Narodowej (2017) oraz srebrnym Medalem „Zasłużony Kulturze Gloria Artis” (2020). W 2025 otrzymał Krzyż Oficerski Orderu Odrodzenia Polski.

## Publikacje

### Monografie
- Cecyliański ruch odnowy muzyki kościelnej na ziemiach polskich do 1939 roku, Kraków: WNUPJPII 2010.
- Wybór i systematyzacja pieśni oraz przykładów muzycznych, Skrypt do zajęć umuzykalniających dla studentów pedagogiki religijnej, katechetyki oraz innych kierunków i specjalności pedagogicznych, Kraków: WAM 2003.
- Soborowa odnowa muzyki kościelnej w Polsce, Kraków: UNUM 2000.

### Wybrane artykuły książkowe
- Instrukcja Musicam Sacram z chóralnej perspektywy w Kościele Powszechnym. Percepcja i rezonans. Perspektywa i szansa dla chóralistyki na przyszłość. [w:] Musica Sacra: Akademia Muzyczna w Gdańsku 2017, s. 89-100.
- Kard. J. Ratzinger – Benedykt XVI, teolog muzyki kościelnej dbający o drogę szlachetnego piękna w głoszeniu Orędzia zbawienia [w:] Cantare Amantis est. Wieloautorska monografia naukowa z okazji 80.urodzin ks. prof. dr hab. Ireneusza Pawlaka: Wydawnictwo Polihymnia, Lublin 2015, s. 93-101.
- Muzyka – mistyczny język człowieka z Bogiem – integralną częścią uroczystej liturgii [w:] Misterium Christi. Sztuka w liturgii: Ośrodek Formacji Liturgicznej w Zawichoście 2013, s. 313-327.
- Organista-muzyk kościelny czy "grajek"? Jego powołanie, zadanie i rola we współczesnym Kościele [w:] Muzyka sakralna w europejskim przekazie kulturowym. Historia-Kryteria-Współczesność: Akademia Muzyczna w Gdańsku 2012, s. 71-84.